# Siamon
Siamon (... – 959 a.C.) è stato un faraone della XXI dinastia egizia.

## Biografia
Il nome di Siamon dovrebbe corrispondere, nella lista di Manetone (secondo Sesto Africano), a Psinachēs al quale viene attribuito un regno di 9 anni. Tuttavia, la scoperta di un'iscrizione (frammento 3B righe 3-5 degli Annali dei sacerdoti di Karnak) datata anno 17 mese di Shemu (il giorno è andato perso) che riporta iniziazione di Hori, figlio di Nespaneferhor, al sacerdozio ha portato gli archeologi ad attribuire a questo sovrano un regno di 19 anni.

Tale iscrizione è rilevante anche perché è la prima che possediamo dove il termine faraone viene utilizzato come titolo legato direttamente al nome del sovrano.

L'egittologo tedesco Rolf Krauss ha calcolato che tale anno dovrebbe corrispondere al 970 a.C. e quindi il regno di Siamon coprirebbe il periodo dal 986 a.C. al 968 a.C..
Non sono purtroppo noti gli eventuali legami di parentela di Siamon con il predecessore, Osorkon il Vecchio.

Nel suo 10º anno di regno, in seguito all'aumento di saccheggi nelle necropoli reali, il clero di Amon decise di recuperare quanti più sarcofagi e mummie possibili e collocarli tutti assieme nella tomba-nascondiglio DB320 a Deir el-Bahari. Questa cachette venne ufficialmente scoperta nel 1881 da Gaston Maspero.
Siamon fu un costruttore piuttosto attivo, perlomeno in Basso Egitto: a Tanis compì lavori significativi nel tempio di Amon ed in quello dell'Horo di Mesen, ed è registrata la sua attività anche ad Eliopoli, Pi-Ramses e Menfi, dove ordinò lavori in favore del clero di Amon dei lapislazzuli e di Ptah. Nella Tebaide invece è scarsamente documentato, perlopiù come eponimo, come ad esempio nella suddetta iscrizione dell'anno 17.

Tra gli oggetti a suo nome ci è giunta una piccola sfinge in bronzo con niellatura d'oro, conservata al Louvre.

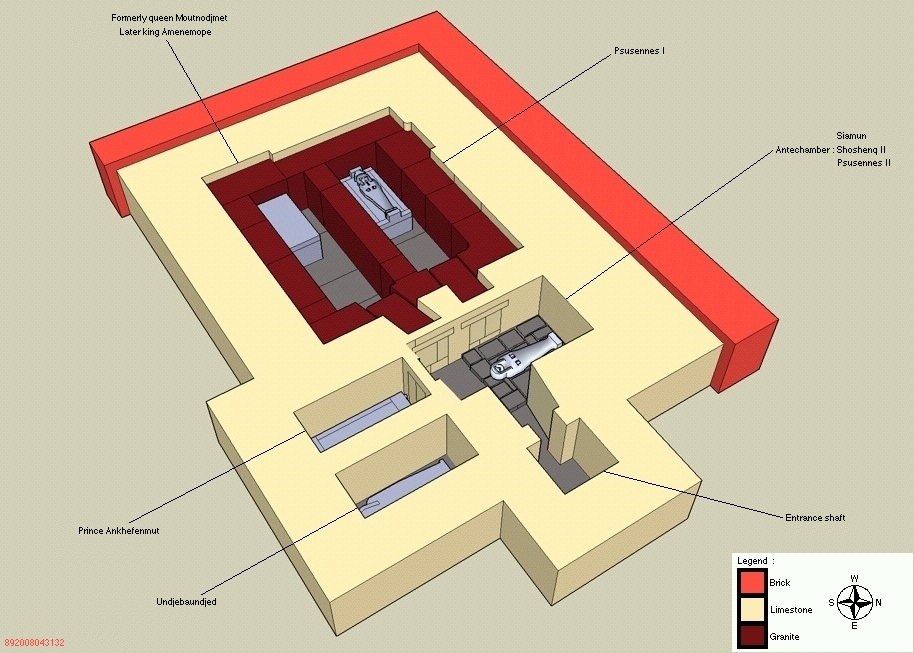
Tomba di Psusennes I (NRT III). Il sarcofago contenente la mummia di Siamon venne ritrovato nell'anticamera.

Per motivi che non conosciamo, questo sovrano fece trasferire i resti di uno dei suoi predecessori, Amenemope, nella camera funeraria della regina Mutnodjemet, all'interno della tomba tanita di Psusennes I (NRT III).

Curiosamente, il corpo di Siamon venne ritrovato proprio in questa tomba (più precisamente nell'anticamera) e venne identificato grazie ad alcune ushabti; il suo sepolcro originario non è ancora stato localizzato.

### Riscontri biblici
Secondo l'egittologo Kenneth Kitchen sarebbe da identificare con Siamon l'anonimo faraone citato nell'Antico Testamento che diede una figlia in sposa a Salomone, re di Giuda e Israele assegnandole in dote la città appena conquistata di Gezer; di questa campagna si ha forse un riscontro in un rilievo rinvenuto a Tanis. A prescindere dalla reale identità di questo faraone, rimane comunque l'indicazione che l'Egitto, o almeno il Basso Egitto, mantenesse ancora interessi, e probabilmente relazioni commerciali, nell'area palestinese.

Sempre seguendo il racconto biblico, in verità spesso non affidabile soprattutto nella trascrizione dei nomi, potrebbe essere sempre Siamon il sovrano che accolse a corte il principe edomita Hadad dandogli in sposa la cognata Tacheperes.

## Titolatura
| G5 |

| G5 |

| E1 | D43 | C10 | mr |

| E1 | D43 | C10 | mr |

| E1 | D43 | C10 | mr |

| E1 | D43 | C10 | mr |

| E1 | D43 | C10 | mr |

| E1 | D43 | C10 | mr |

| E1 | D43 | C10 | mr |

| E1 | D43 | C10 | mr |

| G16 |

| G16 |

|  |

| G8 |

| G8 |

|  |

| M23 · X1 | L2 · X1 |

| M23 · X1 | L2 · X1 |

| N5 | R8 | L1 | i | mn · n | U21 · n |

| N5 | R8 | L1 | i | mn · n | U21 · n |

| N5 | R8 | L1 | i | mn · n | U21 · n |

| N5 | R8 | L1 | i | mn · n | U21 · n |

| N5 | R8 | L1 | i | mn · n | U21 · n |

| N5 | R8 | L1 | i | mn · n | U21 · n |

| N5 | R8 | L1 | i | mn · n | U21 · n |

| N5 | R8 | L1 | i | mn · n | U21 · n |

| G39 | N5 |

| G39 | N5 |

| i | mn · n | G39 · Z1 |

| i | mn · n | G39 · Z1 |

| i | mn · n | G39 · Z1 |

| i | mn · n | G39 · Z1 |

| i | mn · n | G39 · Z1 |

| i | mn · n | G39 · Z1 |

| i | mn · n | G39 · Z1 |

| i | mn · n | G39 · Z1 |